# Himantura pacifica
Himantura pacifica är en rockeart som först beskrevs av Charles William Beebe och John Tee-Van 1941.  Himantura pacifica ingår i släktet Himantura och familjen spjutrockor. Inga underarter finns listade i Catalogue of Life.